# Bill Jacobson
Bill Jacobson (* 1955 in Norwich, Connecticut) ist ein US-amerikanischer Photograph.
Bill Jacobson lebt und arbeitet in New York. 1981 Abschluss des Fotografiestudiums am San Francisco Art Institute, New York. Arbeiten von Jacobson befinden sich unter anderem in folgenden Sammlungen: Guggenheim Museum, New York, Metropolitan Museum of Art, New York, Victoria and Albert Museum, London, Whitney Museum of American Art, New York. Teilnahme an einer Vielzahl von Ausstellungen in den Vereinigten Staaten und Europa. 
Die extrem atmosphärischen Fotografien von Bill Jacobson zwingen den Blick des Betrachters zum Verweilen, zur ruhigen Kontemplation. Seine diffusen, weich gezeichneten Gesichter, Landschaften oder Stadtansichten entschlüsseln sich nicht sofort, bleiben vieldeutig. Jacobsons Bilder wirken im Betrachter nach.